# موسی (بازیکن فوتبال)
موسی (انگلیسی: Mossa؛ زادهٔ ۲۴ ژانویهٔ ۱۹۸۹) بازیکن فوتبال اهل اسپانیا است.
از باشگاه‌هایی که در آن بازی کرده‌است می‌توان به باشگاه خیمناستیک تاراگونا، باشگاه فوتبال لوانته، و باشگاه فوتبال رئال اویدو اشاره کرد.